# گایا گژگوژفسکا
گایا گژگوژفسکا (لهستانی: Gaja Grzegorzewska؛ زادهٔ ۱۱ مهٔ ۱۹۸۰) رمان‌نویس اهل لهستان است.
از فیلم‌ها یا مجموعه‌های تلویزیونی که وی در آن‌ها نقش داشته‌است، می‌توان به هیولاهای کراکوف اشاره نمود.